# SATOR

Слова формулы Sator читаются одинаково в любом направлении по горизонтали и вертикали

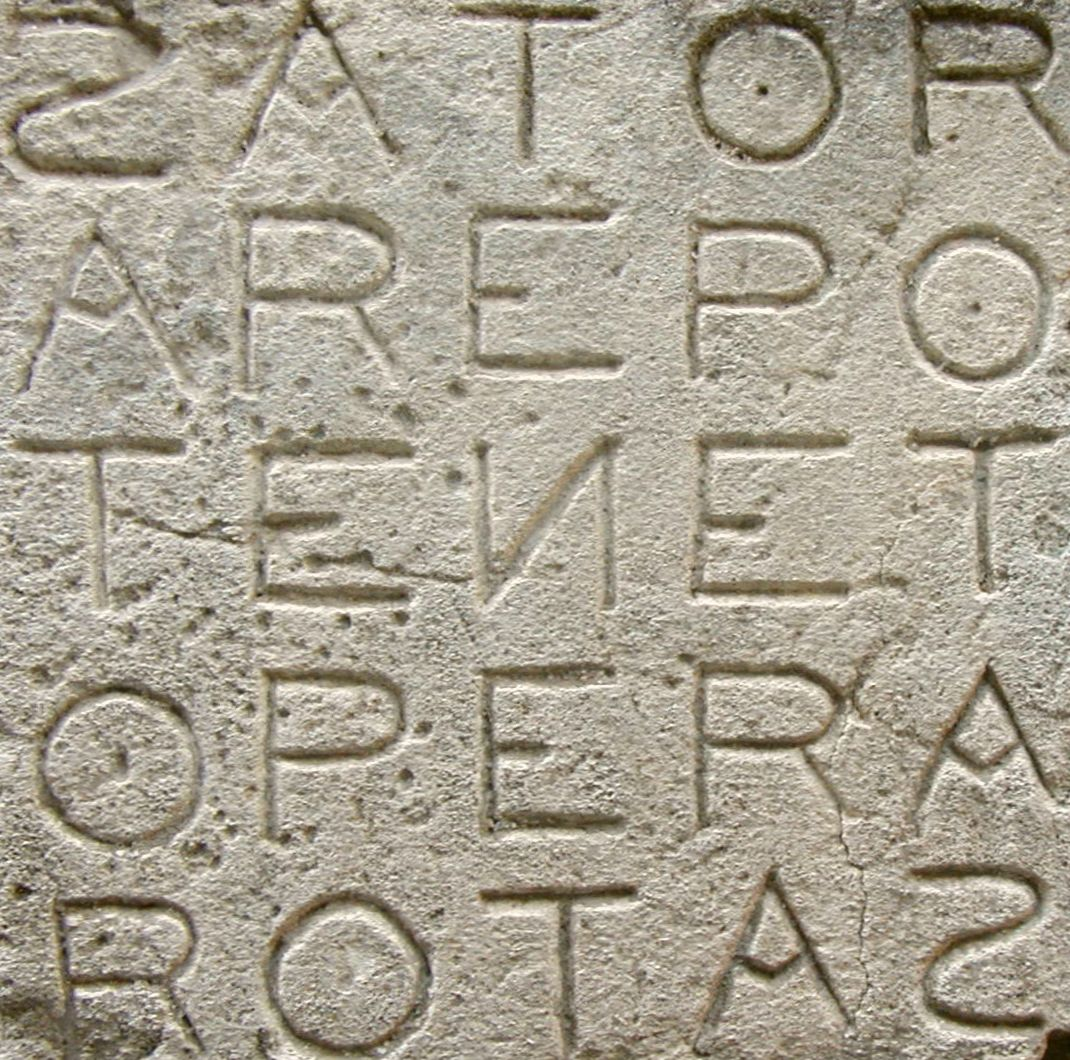
Фрагмент стены старого города коммуны Оппед (Oppède)

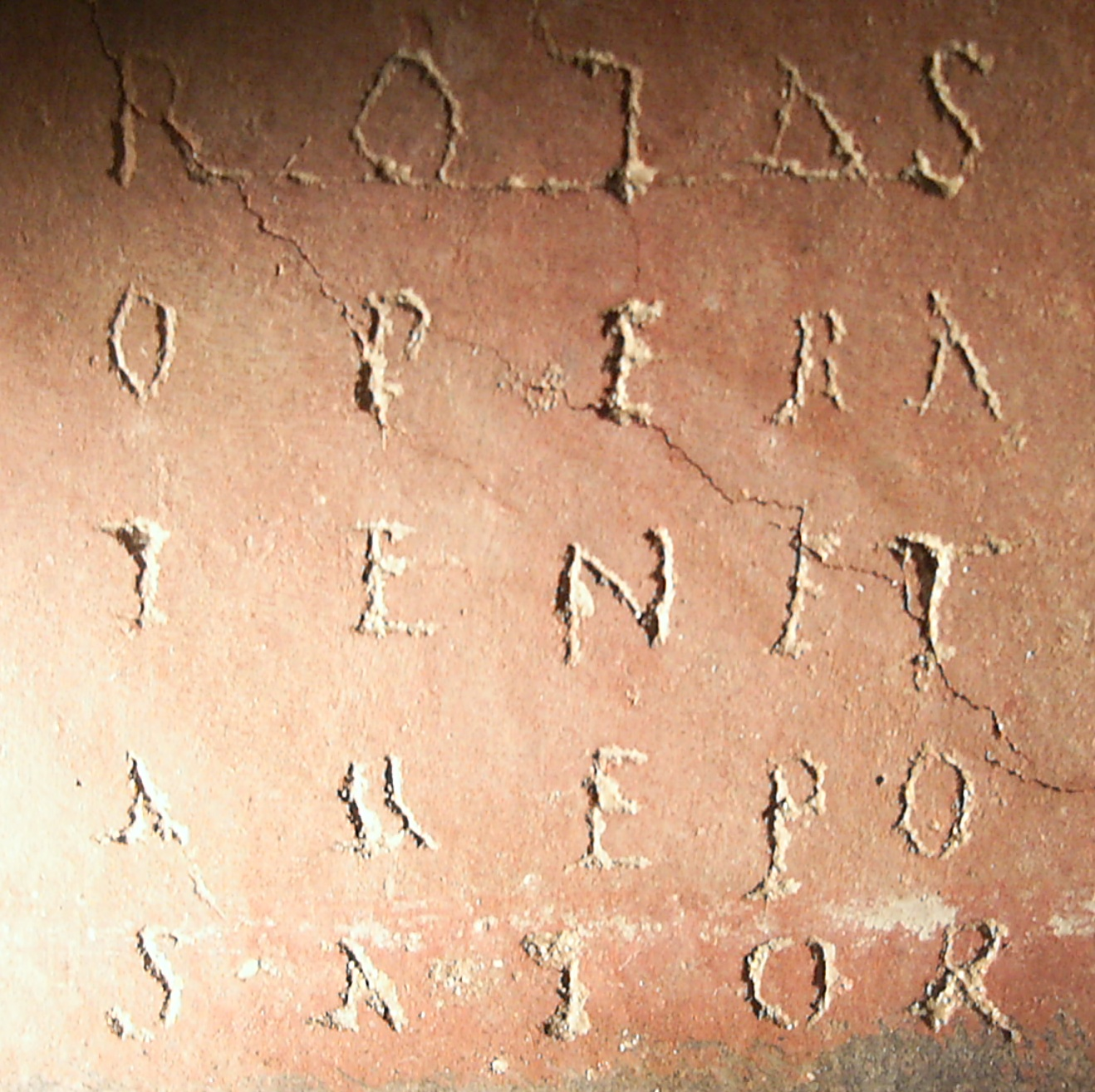
Изображение из раскопок римского города Кориниум (ныне Великобритания)

SATOR AREPO TENET OPERA ROTAS — палиндром, буквосочетание, составленное из латинских слов и обычно помещённое в квадрат таким образом, что слова читаются одинаково справа налево, слева направо, сверху вниз и снизу вверх. Палиндром часто ассоциировался с ранними христианами и использовался как талисман либо заклинание: в частности, в Британии его слова записывали на бумажную ленту, которую затем оборачивали вокруг шеи для защиты от болезней. Фраза SATOR AREPO TENET также является примером бустрофедона — способом письма в памятниках литературы, при котором строки письма поочерёдно читаются слева направо и справа налево. Если выражение прочесть дважды в прямом и обратном порядке, то слово TENET повторится.
Изображения палиндрома со времён Римской империи сохранились на нескольких архитектурных и литературных источниках в разных частях Западной Европы, а также Сирии и Египте. Наиболее ранние находки — две выцарапанные надписи — были обнаружены на руинах древнеримского города Помпеи, уничтоженного в результате извержения вулкана Везувий в 79 г. н. э.

## Перевод
Чаще всего слова палиндрома переводят с латинского следующим образом: sator — сеятель, землепашец; arepo — выдуманное имя либо производное от arrepo (в свою очередь от ad repo, «я медленно двигаюсь вперёд»); tenet — держит, удерживает; opera — работы; rotas — колёса или плуг. В законченном виде фраза звучит приблизительно так: «Сеятель Арепо с трудом удерживает колёса» или «Сеятель Арепо управляет плугом (колёсами)». Немецкий журналист К. В. Керам, широко известный по публикациям о великих археологических открытиях, предложил собственный перевод бустрофедона Sator arepo tenet; tenet opera rotas, используя слово tenet дважды: «Великий сеятель помогает работе; вся работа великого сеятеля в его руках» (англ. The Great Sower holds in his hand all works; all works the Great Sower holds in his hand).
Наиболее загадочным словом в буквосочетании считается слово arepo — оно более не встречается нигде в латинской письменности (в терминах лингвистики считается гапаксом). Часть исследователей считает, что оно является вымышленным специально для данной композиции. Другие специалисты полагают, что слово было заимствовано из другого языка. Так, французский историк и писатель Жером Каркопино выдвинул гипотезу, что arepo имеет кельтское, предположительно галльское происхождение и первоначально означало плуг. Профессор в области гражданского права Оксфордского университета Давид Дауб считал, что слово пришло из иврита или арамейского языка, и ранними христианами использовалось как аналог греческих альфы и омеги (см. Откровение. 1:8). В работах Мирослава Марковича отстаивается версия заимствования слова из греческого Αρπως либо Αρπων, которое в свою очередь пришло из египетского языка, где именовало египетского бога Хора.

## Источники

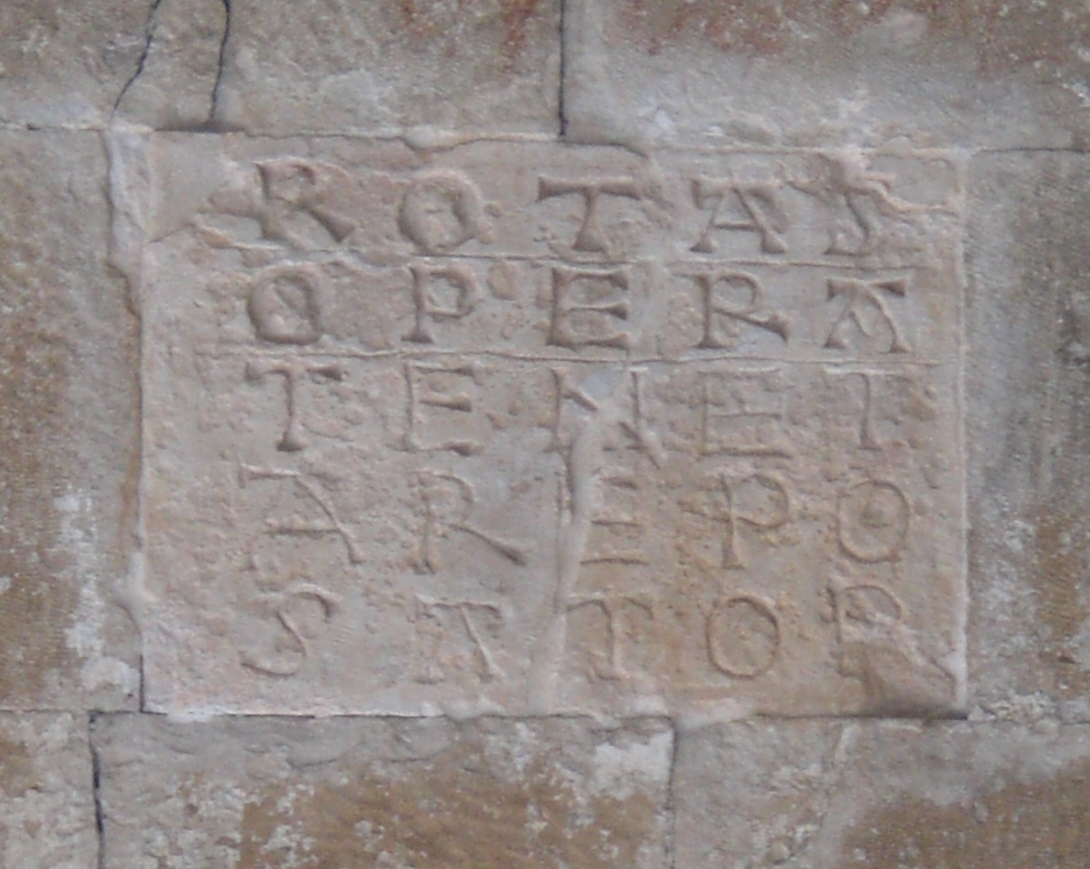
Аббатство св. Петра в коммуне Капестрано (Италия)

## Квадрат и христианство

Анаграмма в виде креста «Отче наш»

Необычное сочетание слов, которые читались одинаково в разных направлениях, с античных времён привлекало к себе внимание, и многие полагали, что оно обладает магическими свойствами. Пытаясь разгадать таинственный смысл фразы, ранние христиане обратили внимание, что фраза также является анаграммой, при перестановке букв которой дважды (с единственной «N») получается выражение PATER NOSTER, в переводе с латинского означающее «Отче наш» — название одной из основных христианских молитв. Оставшиеся буквы «A» и «O» символизировали «альфу и омегу» — аллегорию, с которой сравнивает себя Господь в Откровении Иоанна Богослова. Обыкновенно слова PATERNOSTER изображали в виде греческого, равноконечного креста, а «A» и «O» попарно помещали на его окончаниях либо в промежутке между лучами.
Другая известная фраза, полученная в результате перестановки букв, звучит как PETRO ET REO PATET ROSA SARONA, «Нарцисс Саронский всё ещё раскрыт для Петра, хоть он и виновен». Фраза была описана немецким философом графом Куно фон Харденбергом (Kuno Graf von Hardenberg, 1871—1938), который полагал, что нашёл таинственный намёк на поверье, что цветок был подарен Святому Петру за то, что он отрёкся от Иисуса. Хотя Харденберг ссылался на события, описанные в Библии, позднее было показано, что цветок «нарцисс саронский» появился в англоязычном переводе священного писания лишь в XVII веке в результате неверного перевода.
В Западной Европе и Византии выражение вошло в моду и часто использовалось как заклинание при отторжении злых духов и врачевании. В средневековой Англии слова, иногда несколько изменённые, писали на полоске бумаги, которую затем оборачивали вокруг шеи: люди верили, что такая процедура помогает им излечиться от малярии и других болезней. В Риме квадрат изображался на разнообразных предметах домашней утвари, например посуде; таблички со словами прикреплялись на входные двери. Палиндром в изменённом виде известен и за пределами Европы: так, в 1655 году в рукописи «Аритмология» (Arithmologia) известный немецкий иезуит и учёный Афанасий Кирхер описывает своё путешествие в Абиссинию. Согласно этой книге, эфиопы обращаются к Иисусу Христу с помощью слов SADOR, ALADOR, DANET, ADERA и RODAS, в которых угадывается переделанная форма магического квадрата.

## Использование в произведениях искусства
- Магический квадрат изображён на могиле австрийского композитора и дирижёра Антона Веберна. В жизни известный представитель Новой венской школы неоднократно обращался к этой загадочной форме, начертив её в эскизах «Концерта для девяти инструментов, ор. 24»[11] и цитируя в своих лекциях и книге «Путь к новой музыке»[12].
- Слова «SATOR AREPO TENET OPERA ROTAS» в исполнении ансамбля «Singing family» звучат в теме нечистой силы (музыка Игоря Корнелюка) в телесериале Владимира Бортко «Мастер и Маргарита» (2005). Также слова «SATOR AREPO TENET» на три голоса произносят сатиры в момент «посвящения» Маргариты перед балом ста королей.
- Истолкованию смысла палиндрома SATOR-ROTAS устами знаменитого чародея Мерлина (Мирддина) посвящена концовка главы X романа Николая Толстого «Пришествие короля»[13].
- В романе «Альтист Данилов» Владимира Орлова фраза переводится как «Пахарь Арепо за своим плугом направляет работы».
- Палиндром и слова из него используются в фильме Кристофера Нолана «Довод» (Tenet).
- Неофолк группа Heilung в альбоме «Drift» использует формулу как основу для композиции «Tenet».

## Интересное
- Изображение из Кориниума содержит обратный порядок расположения слов: ROTAS OPERA TENET AREPO SATOR. При этом смысл распространённых переводов теряется, но надпись сохраняет свойства квадрата из слов (или магического квадрата, если буквы заменить цифрами)[источник не указан 463 дня].